# Tadeusz Zieliński (pułkownik WP)
Tadeusz Zieliński (ur. 4 kwietnia 1897 w Lublinie, zm. 1971 w Radomiu) – pułkownik Wojska Polskiego, działacz niepodległościowy, kawaler Orderu Virtuti Militari.

## Życiorys
W chwili wybuchu Wielkiej Wojny w 1914 był uczniem szkoły handlowej w Radomiu . Wraz ze starszym bratem Włodzimierzem wstąpił do Legionów Polskich, gdzie służył w 1 pułku ułanów pod dowództwem Władysława Beliny-Prażmowskiego. Po kryzysie przysięgowym, 17 lipca 1917 został internowany w obozie jenieckim w Szczypiornie, skąd w grudniu wraz z resztą legionistów został przeniesiony do obozu w Łomży , gdzie przebywał do marca 1918.
Po uwolnieniu z niewoli i odzyskaniu przez Polskę niepodległości Zieliński wstąpił do 11 pułku ułanów legionowych pułkownika (później generała) Mariusza Zaruskiego, w którym został dowódcą plutonu. Wraz ze swoją jednostką przeszedł cały szlak bojowy w czasie wojny polsko-bolszewickiej 1920 roku .
Wraz z bratem Włodzimierzem zasadzili Drzewo Wolności (rosnące do dziś) przed budynkiem Resursy Obywatelskiej w Radomiu.
Po podpisaniu traktatu pokojowego i demobilizacji pozostał w Wojsku Polskim. 3 maja 1922 roku został zweryfikowany w stopniu porucznika ze starszeństwem z dniem 1 czerwca 1919 roku i 282. lokatą w korpusie oficerów jazdy (od 1924 roku – kawalerii), a jego oddziałem macierzystym był 9 pułk strzelców konnych. W następnych latach kontynuował służbę w 9 psk we Włodawie. Później został przeniesiony do 4 pułku strzelców konnych w Płocku. 12 kwietnia 1927 roku został mianowany rotmistrzem ze starszeństwem z dniem 1 stycznia 1927 roku i 27. lokatą w korpusie oficerów kawalerii. W maju 1927 roku został przeniesiony do kadry oficerów kawalerii z równoczesnym przydziałem do Inspektoratu Armii w Toruniu na stanowisko oficera ordynansowego. W lipcu 1929 roku został przeniesiony na stanowisko oficera ordynansowego inspektora armii w Warszawie, gen. dyw. Aleksandra Osińskiego. W październiku 1931 roku został przeniesiony z Generalnego Inspektoratu Sił Zbrojnych do Korpusu Ochrony Pogranicza. Został wyznaczony na stanowisko dowódcy szwadronu kawalerii KOP „Druja”. Z dniem 31 maja 1935 roku został przeniesiony do rezerwy z równoczesnym przeniesieniem w rezerwie do 2 pułku szwoleżerów rokitniańskich.
Awansowany do stopnia majora kawalerii, przez pewien czas był oddelegowany do służby w Straży Granicznej w randze inspektora .
Uczestnik kampanii wrześniowej. Następnie przedostał się do Francji i Wielkiej Brytanii, gdzie wstąpił do Polskich Sił Zbrojnych . Po wojnie pozostał w Anglii. W 1959 wrócił do Polski, zamieszkał w Radomiu. Jako ekspert ds. wojskowych pracował w Muzeum Miejskim.
Zmarł w 1971 roku w Radomiu, tam został pochowany w grobie rodzinnym na cmentarzu przy ul. Limanowskiego (kwatera 1b/25/6 grób 3822).

## Rodzina
Był synem Kazimierza i Heleny z Barczewskich (1872–1949), bratem: Tomasza (najstarszy z rodzeństwa, uczestnik konspiracji antycarskiej, zamordowany przez ochranę), Tadeusza, Stefana (zamordowany w obozie hitlerowskim Auschwitz), Lusi, Zofii Szczeklik, Anny Sokołowskiej primo voto Niedźwieckiej i Wandy Broniewskiej (zm. 1989). Syn Rafał, inżynier budowlany, zm. w 2010. Szwagrem Tadeusza Zielińskiego był major WP Marian Bełcikowski. Grób rodzinny Zielińskich na cmentarzu rzymskokatolickim w Radomiu ul. Limanowskiego 72 (kwatera 1b/25/6 grób 3822). 

## Ordery i odznaczenia
- Krzyż Srebrny Orderu Wojskowego Virtuti Militari[16] nr 6735
- Krzyż Niepodległości (12 maja 1931)[17]
- Krzyż Walecznych (czterokrotnie) „za czyny męstwa i odwagi wykazane w bojach toczonych w latach 1918–1921”[18][19]
- Krzyż Walecznych (dwukrotnie) „za czyny męstwa i odwagi wykazane w wojnie rozpoczętej 1 września 1939 roku”
- Srebrny Krzyż Zasługi (10 listopada 1928)[20][19]
- Odznaka Pamiątkowa Generalnego Inspektora Sił Zbrojnych (12 maja 1936)
- Medal 10 Rocznicy Wojny Niepodległościowej (Łotwa, 1929)[21]